# Port-de-Bouc
 Port-de-Bouc  es una comuna y población de Francia, en la región de Provenza-Alpes-Costa Azul, departamento de Bocas del Ródano, en el distrito de Istres y cantón de Martigues-Ouest.
Su población en el censo de 2007 era de 16 968 habitantes. Forma parte de la aglomeración urbana de Marsella-Aix-en-Provence.
Está integrada en la Communauté d'agglomeration de l'Ouest de l'Étang de Berre.

## Demografía
| ... | ... | ... | ... | ... | ... | ... | ... | ... | ... | 1379 | 995 | 929 | 1473 | 1442 | 1479 | 1300 | 2239 | 2602 | 3437 | 4141 | 4385 | 5695 | 6163 | 6625 | 8551 | 12 510 | 14 080 | 21 424 | 20 106 | 18 786 | 16 686 | 16 968 |
| Para los censos de 1962 a 1999 la población legal corresponde a la población sin duplicidades (Fuente: INSEE [Consultar]) |     |     |     |     |     |     |     |     |     |      |     |     |      |      |      |      |      |      |      |      |      |      |      |      |      |        |        |        |        |        |        |        |